# Léognan
Léognan est une commune du Sud-Ouest de la France, située dans le département de la Gironde (région Nouvelle-Aquitaine).
Ses habitants sont appelés les Léognanais.

## Géographie

### Localisation

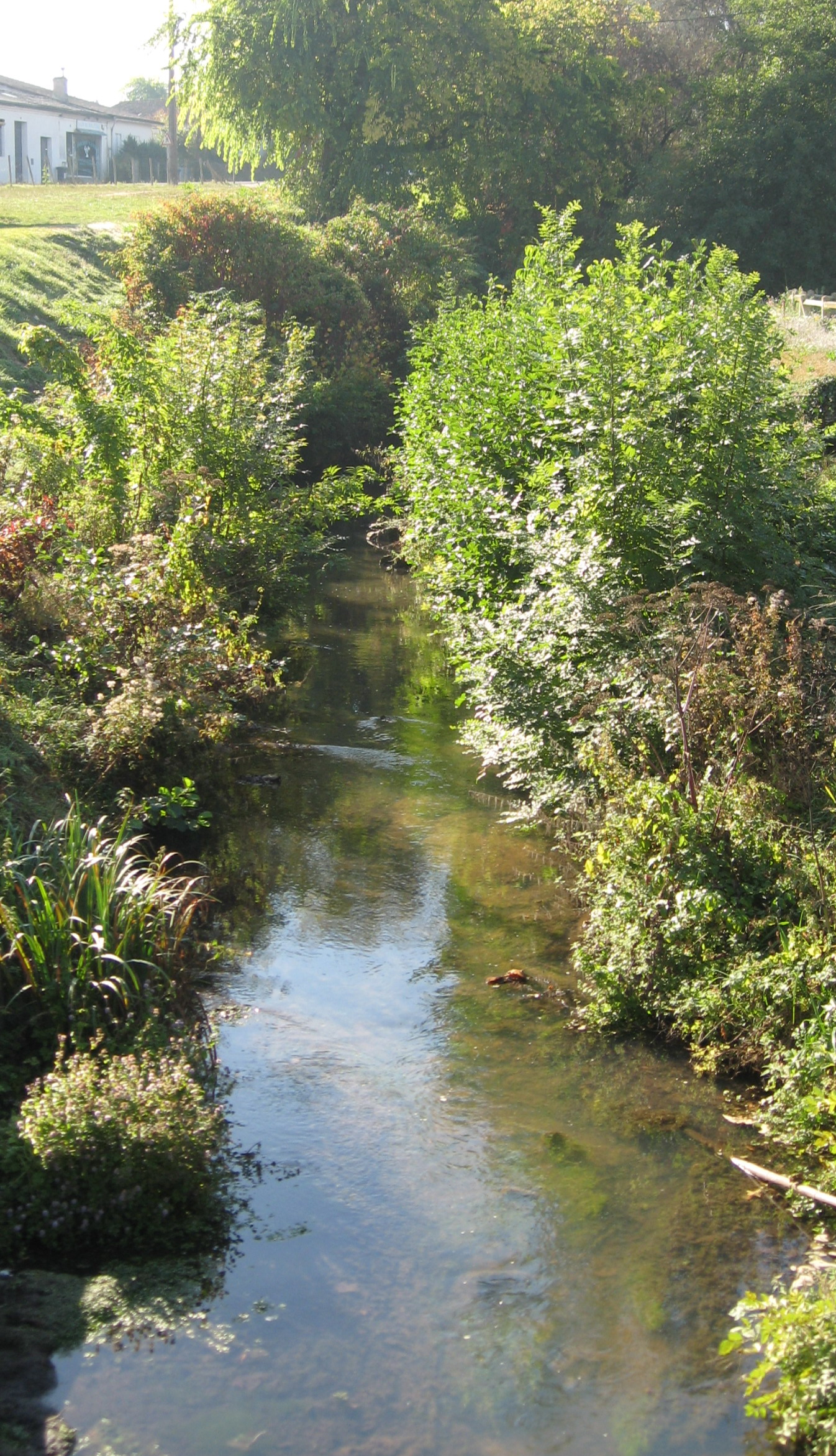
L'Eau Blanche dans le village.

Commune de l'aire d'attraction de Bordeaux située dans son unité urbaine dans le vignoble des Graves et traversée par l'Eau Blanche qui y prend sa source.

### Communes limitrophes
Les communes limitrophes sont  Cadaujac, Canéjan, Cestas, Gradignan, La Brède, Martillac, Saucats et Villenave-d'Ornon.
| Canéjan | Gradignan | Villenave-d'Ornon Cadaujac |
| Cestas  | Léognan   | Martillac                  |
| Saucats | Saucats   | La Brède                   |

### Climat
Pour des articles plus généraux, voir Climat de la Nouvelle-Aquitaine et Climat de la Gironde.
Historiquement, la commune est exposée à un climat océanique aquitain.  
En 2020, Météo-France publie une typologie des climats de la France métropolitaine dans laquelle la commune est exposée à un climat océanique et est dans la région climatique  Aquitaine, Gascogne, caractérisée par une pluviométrie abondante au printemps, modérée en automne, un faible ensoleillement au printemps, un été chaud (19,5 °C), des vents faibles, des brouillards fréquents en automne et en hiver et des orages fréquents en été (15 à 20 jours).
Pour la période 1971-2000, la température annuelle moyenne est de 13 °C, avec une amplitude thermique annuelle de 14,4 °C. Le cumul annuel moyen de précipitations est de 949 mm, avec 12,3 jours de précipitations en janvier et 7 jours en juillet. Pour la période 1991-2020, la température moyenne annuelle observée sur la station météorologique la plus proche, située sur la commune de Cadaujac à 6 km à vol d'oiseau, est de 13,8 °C et le cumul annuel moyen de précipitations est de 918,3 mm,. Pour l'avenir, les paramètres climatiques de la commune estimés pour 2050 selon différents scénarios d’émission de gaz à effet de serre sont consultables sur un site dédié publié par Météo-France en novembre 2022.

## Urbanisme

### Typologie
Au 1er janvier 2024, Léognan est catégorisée ceinture urbaine, selon la nouvelle grille communale de densité à sept niveaux définie par l'Insee en 2022.
Elle appartient à l'unité urbaine de Bordeaux, une agglomération intra-départementale regroupant 73  communes, dont elle est une commune de la banlieue,,. Par ailleurs la commune fait partie de l'aire d'attraction de Bordeaux, dont elle est une commune de la couronne,. Cette aire, qui regroupe 275 communes, est catégorisée dans les aires de 700 000 habitants ou plus (hors Paris),.

### Occupation des sols

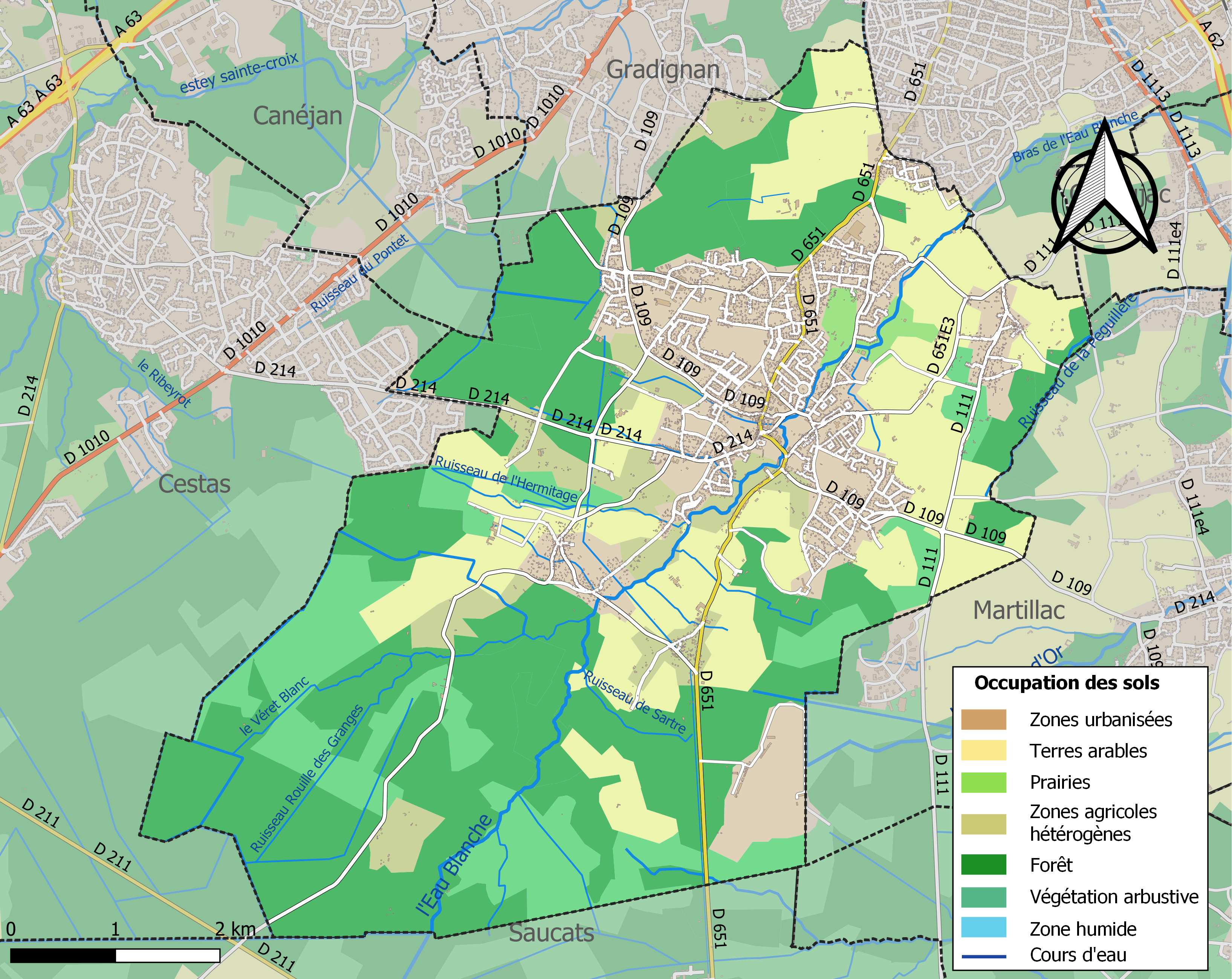
Carte des infrastructures et de l'occupation des sols de la commune en 2018 (CLC).

L'occupation des sols de la commune, telle qu'elle ressort de la base de données européenne d’occupation biophysique des sols Corine Land Cover (CLC), est marquée par l'importance des forêts et milieux semi-naturels (52 % en 2018), en diminution par rapport à 1990 (59,7 %). La répartition détaillée en 2018 est la suivante : forêts (39,1 %), cultures permanentes (20,1 %), zones urbanisées (16,8 %), milieux à végétation arbustive et/ou herbacée (12,9 %), zones agricoles hétérogènes (7 %), zones industrielles ou commerciales et réseaux de communication (2,1 %), terres arables (1,1 %), prairies (1 %). L'évolution de l’occupation des sols de la commune et de ses infrastructures peut être observée sur les différentes représentations cartographiques du territoire : la carte de Cassini (XVIIIe siècle), la carte d'état-major (1820-1866) et les cartes ou photos aériennes de l'IGN pour la période actuelle (1950 à aujourd'hui).

### Voies de communication et transports
Accès par Rocade de Bordeaux Sortie  18a
Accès par Autoroute Bordeaux-Toulouse Sortie  1
Accès par Autoroute Bordeaux-Hendaye Sortie  24 ou Sortie  25

#### Réseau carsTransGironde
La ligne 502 relie la station de tram Peixotto à La Brède
La ligne 504 relie la station de tram Peixotto à Hostens

### Risques majeurs
Le territoire de la commune de Léognan est vulnérable à différents aléas naturels : météorologiques (tempête, orage, neige, grand froid, canicule ou sécheresse), inondations, feux de forêts, mouvements de terrains et séisme (sismicité faible). Un site publié par le BRGM permet d'évaluer simplement et rapidement les risques d'un bien localisé soit par son adresse soit par le numéro de sa parcelle.
La commune a été reconnue en état de catastrophe naturelle au titre des dommages causés par les inondations et coulées de boue survenues en 1982, 1999, 2003, 2009, 2012, 2013, 2014 et 2020,.
Léognan est exposée au risque de feu de forêt. Depuis le 20 avril 2016, les départements de la Gironde, des Landes et de Lot-et-Garonne disposent d’un règlement interdépartemental de protection de la forêt contre les incendies. Ce règlement vise à mieux prévenir les incendies de forêt, à faciliter les interventions des services et à limiter les conséquences, que ce soit par le débroussaillement, la limitation de l’apport du feu ou la réglementation des activités en forêt. Il définit en particulier cinq niveaux de vigilance croissants auxquels sont associés différentes mesures,.
Les mouvements de terrains susceptibles de se produire sur la commune sont des tassements différentiels.

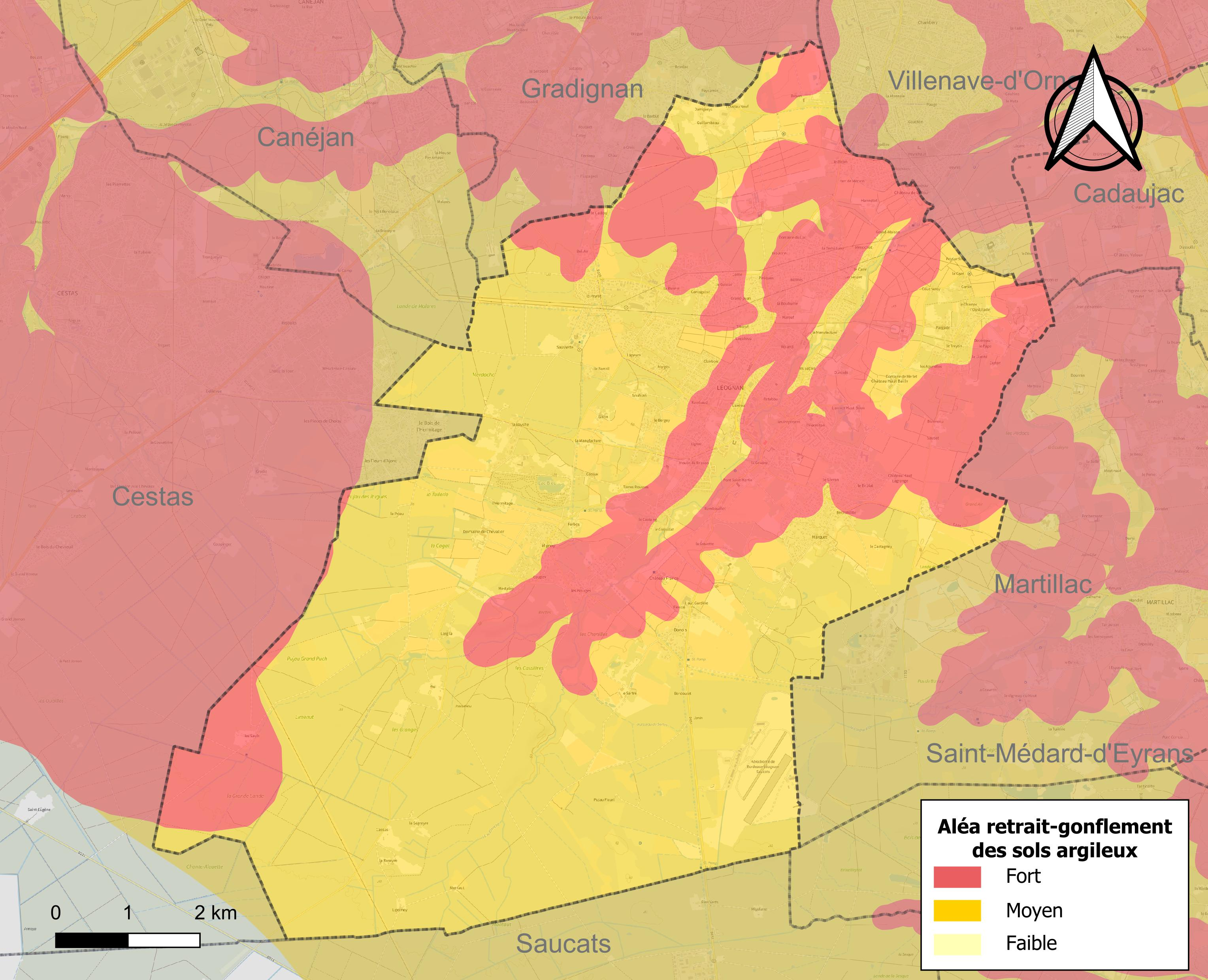
Carte des zones d'aléa retrait-gonflement des sols argileux de Léognan.

Le retrait-gonflement des sols argileux est susceptible d'engendrer des dommages importants aux bâtiments en cas d’alternance de périodes de sécheresse et de pluie. La totalité de la commune est en aléa moyen ou fort (67,4 % au niveau départemental et 48,5 % au niveau national). Sur les 4 066 bâtiments dénombrés sur la commune en 2019, 4 066 sont en aléa moyen ou fort, soit 100 %, à comparer aux 84 % au niveau départemental et 54 % au niveau national. Une cartographie de l'exposition du territoire national au retrait gonflement des sols argileux est disponible sur le site du BRGM,.
Par ailleurs, afin de mieux appréhender le risque d’affaissement de terrain, l'inventaire national des cavités souterraines permet de localiser celles situées sur la commune.

## Toponymie
L'origine du nom Léognan peut être « Leunhan », équivalent gascon de « domaine de Léonius » (un romain qui possédait une villa dans la région).
Léognan étant dans le domaine nord-gascon, la plupart des lieux-dits y sont explicables par le gascon, par exemple Le Castagney, Le Barrail, Le Hourquet, Le Puyau, Loustalade, Ménauchot…

## Histoire
À la Révolution, la paroisse Saint-Martin de Léognan forme la commune de Léognan.

### Héraldique
| Blason de Léognan | Blason  | Coupé, au premier de gueules aux deux pommes de pin d'argent sur une tige feuillée d'aiguilles de sinople, senestrées de deux grappes de raisin sur la même tige aussi d'argent, celle de dextre d'or et celle de senestre de pourpre, au second d'azur aux deux crosses d'or passées en sautoir, à l'étoile d'argent brochant sur la partition. |
| Blason de Léognan | Détails | La pomme de pin symbolise la forêt, les grappes de raisin la vigne, l’étoile le patronage de Notre Dame de Duraignes et les crosses évoquent saint Eutrope et saint Martin. statut officiel, présent sur le site internet de la commune. |

## Politique et administration

### Rattachements administratifs et électoraux
Léognan appartient à l'arrondissement de Bordeaux et au canton de La Brède depuis sa création en 1801. Le redécoupage cantonal de 2014 n'a pas modifié sa composition.
Pour l’élection des députés, la commune fait partie de la neuvième circonscription de la Gironde, représentée depuis 2017 par Sophie Mette (LREM-MoDem).

### Intercommunalité
Depuis le 7 décembre 2001, date de sa création, Léognan est membre de la communauté de communes de Montesquieu.

### Administration municipale
Le nombre d'habitants au dernier recensement étant compris entre 10 000 et 15 000, le nombre de membres du conseil municipal est de 33.

### Tendances politiques et résultats
En 2020 deux candidats se sont présentés, Laurent BARBAN (Maire sortant DVG) et Marie VIGUIER (Divers droite). Laurent BARBAN remporte l'élection avec 28 sièges et Marie VIGUIER remporte 5 sièges ce qui permet de former un groupe d'opposition.

### Jumelages
- Joane (pt) (Portugal) depuis 1996
- Peralta (Navarre) (Espagne) depuis 2002
- Castagneto Carducci (Italie) depuis 2002[36]

### Labels
La commune de Léognan est détentrice depuis fin 2018 de 5 étoiles au label Sport pour tous, attribué par l'association Aquitaine Sport pour Tous,.
La commune est détentrice en 2021 de 3 cœurs au label Ville prudente, attribué par Prévention routière (association), après un premier cœur obtenu en 2018,.
La commune est labellisée Territoire Bio engagé de niveau 1 pour la restauration collective, depuis le 23 janvier 2019,.

## Démographie
| 1793  | 1800  | 1806  | 1821  | 1831  | 1836  | 1841  | 1846  | 1851  |
| ----- | ----- | ----- | ----- | ----- | ----- | ----- | ----- | ----- |
| 1 660 | 1 426 | 1 441 | 1 605 | 1 755 | 1 809 | 1 796 | 1 900 | 1 974 |

| 1856  | 1861  | 1866  | 1872  | 1876  | 1881  | 1886  | 1891  | 1896  |
| ----- | ----- | ----- | ----- | ----- | ----- | ----- | ----- | ----- |
| 1 982 | 2 027 | 2 147 | 2 228 | 2 290 | 2 456 | 2 428 | 2 533 | 2 512 |

| 1901  | 1906  | 1911  | 1921  | 1926  | 1931  | 1936  | 1946  | 1954  |
| ----- | ----- | ----- | ----- | ----- | ----- | ----- | ----- | ----- |
| 2 595 | 2 383 | 2 259 | 2 123 | 2 207 | 2 228 | 2 001 | 2 162 | 2 421 |

| 1962  | 1968  | 1975  | 1982  | 1990  | 1999  | 2004  | 2006  | 2011  |
| ----- | ----- | ----- | ----- | ----- | ----- | ----- | ----- | ----- |
| 2 674 | 3 044 | 5 141 | 7 737 | 8 008 | 8 269 | 8 776 | 8 923 | 9 413 |

| 2016   | 2021   | 2022   | - | - | - | - | - | - |
| ------ | ------ | ------ | - | - | - | - | - | - |
| 10 282 | 10 708 | 10 723 | - | - | - | - | - | - |

| selon la population municipale des années : | 1968 | 1975 | 1982 | 1990 | 1999 | 2006 | 2009 | 2013 |
| Rang de la commune dans le département      | 40   | 26   | 22   | 22   | 23   | 23   | 25   | 26   |
| Nombre de communes du département           | 548  | 543  | 543  | 542  | 542  | 542  | 542  | 542  |

## Économie
La commune de Léognan dispose d'une brigade territoriale de gendarmerie.
L'entreprise Cacolac est installée sur la commune.

### Agriculture
La commune est située sur le terroir des Graves (AOC) : Pessac-Léognan (AOC) (Château Malartic-Lagravière, Château Haut-Bailly, Château de Fieuzal, Domaine de Chevalier, Château Carbonnieux, Château la Louvière).

## Lieux et monuments
- Espace culturel Georges-Brassens (cinéma, centre culturel)
- Église Saint-Martin (XIe siècle). L'édifice a été classé au titre des monuments historiques en 1862[48].
- Château Olivier (XIIe siècle)
- Château La Louvière
- Château Belin
- Château Le Thil
- Lac bleu
- Falun de Léognan-Saucats, stratotype de burdigalien (stratification géologique[49])[50].

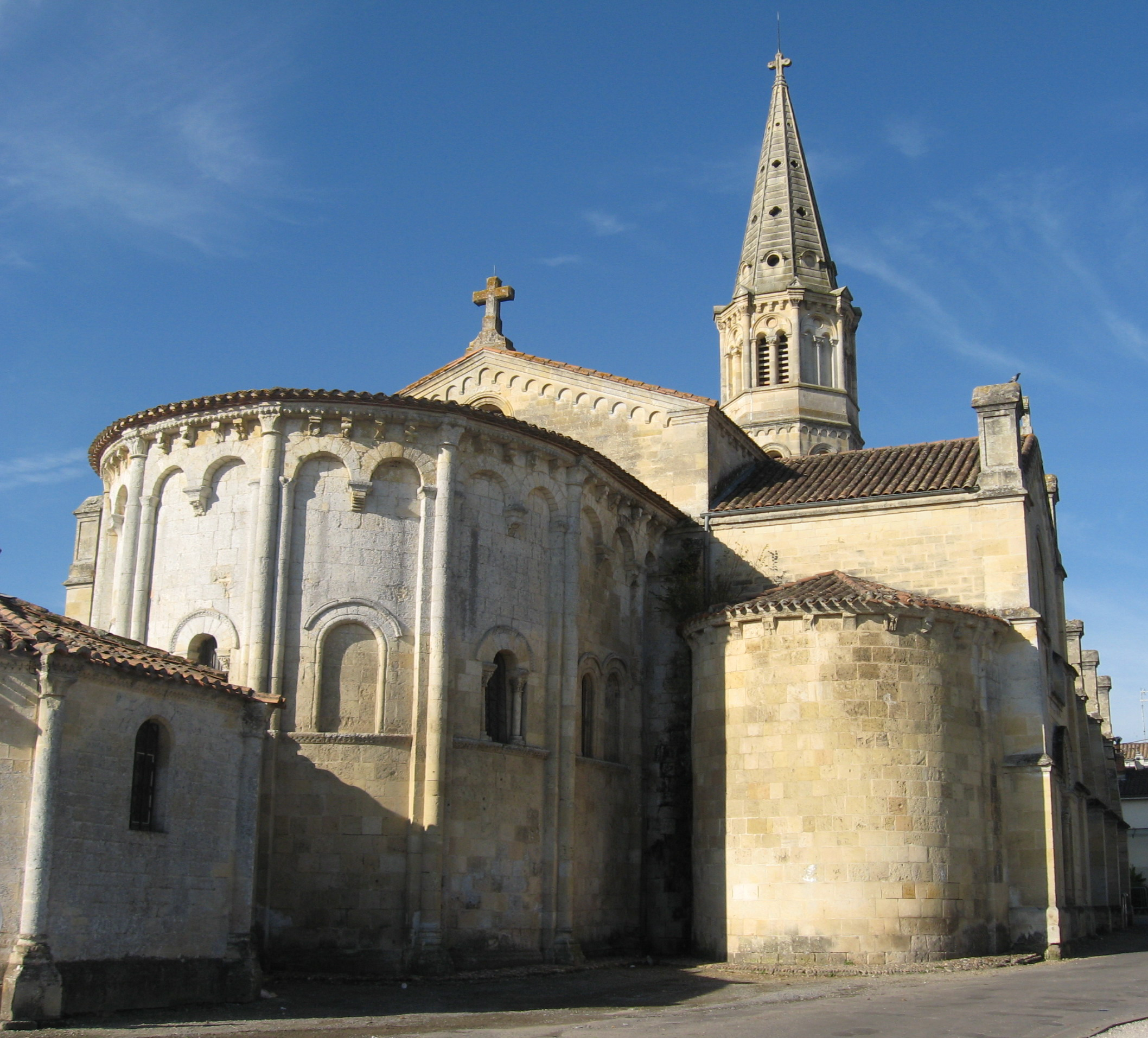
Église de Léognan.
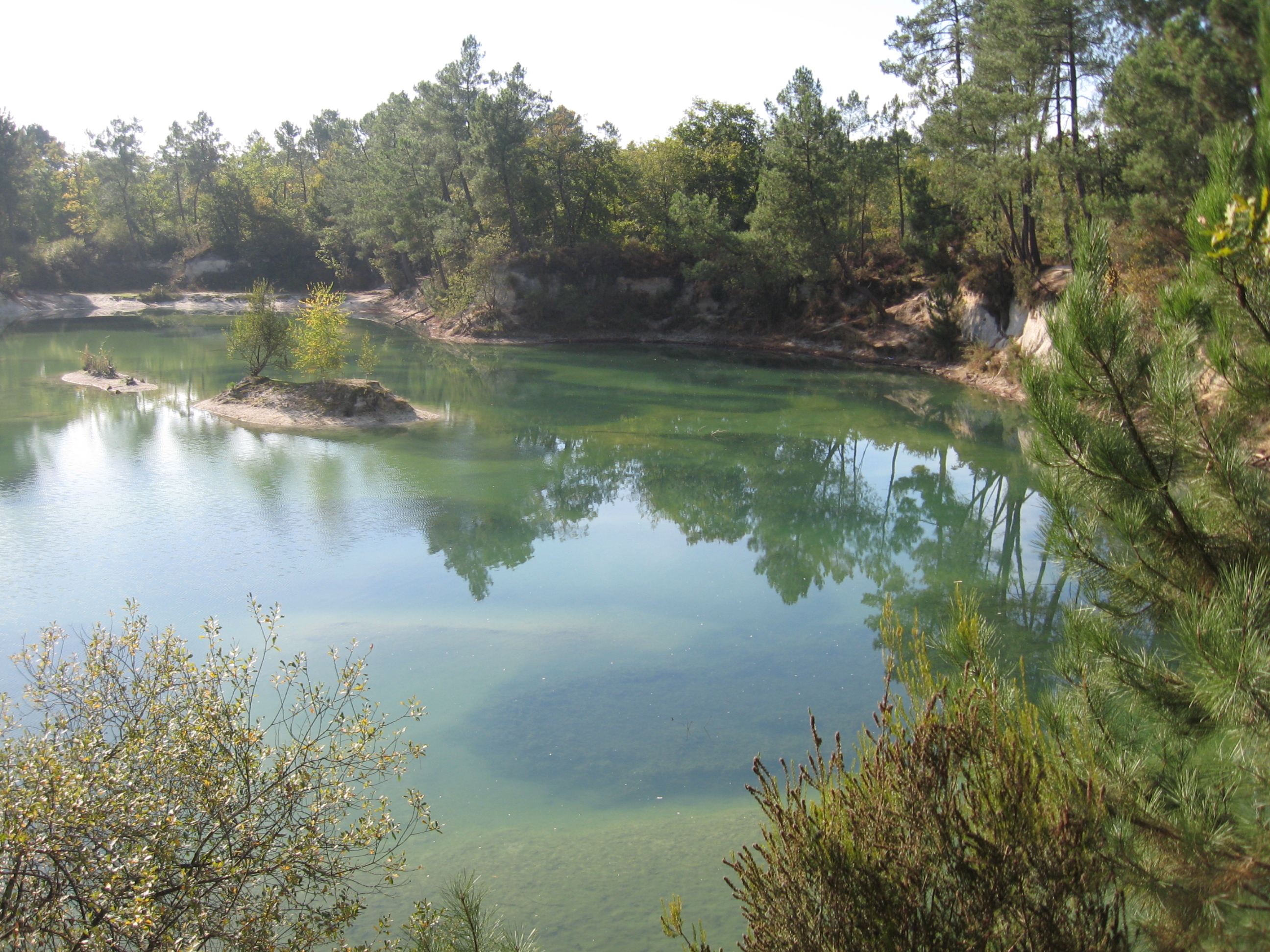
Le lac bleu.

## Personnalités liées à la commune
- Olivier d'Etchegoyen, officier et homme de lettres, est né à Léognan, au château d'Olivier, en 1873.
- Le chansonnier Lucien Boyer est né à Léognan en 1876.

## Vie locale
Plus de 120 associations recensées. Actions sanitaires et sociales, sports individuels et collectifs, culture, divertissement…
L'Office Municipal Socio-Culturel (OMSC) et l'Office Municipal des Sports (OMS) organisent et coordonnent les associations sur la commune :

### Festivités
- Mai : Tournoi international des moins de 13 ans de l'USC Léognan football
- Mai/juin : Festival Jazz and Blues
- Début juin : les Léolympiades, semaine de manifestations sportives organisées par la mairie
- Début juin : Le club de Football de Léognan organise un tournoi international pour la catégorie U13
- Mi-juin : la Nuit du Théâtre (festival de théâtre des troupes de l'association Nougatine)
- Entre septembre et novembre : Jardins et Saveurs d'automne, anciennement Fête des jardins d'automne, week-end de rencontres avec producteurs et associations horticoles[52]
- Premier week-end d'octobre : Fête des vendanges et de la Duragne et festival de bandas juniors
- Novembre : pendant toute une semaine la Fête du Livre Jeunesse & BD
- Décembre : ça cartoon (festival avec diffusion de dessins animés)

## Sports
Rugby à XV
Lors de la saison 2017-2018, le Léognan rugby, éliminé en 1/32e de finale contre le Coq léguevinois, est toutefois promu en Fédérale 3 pour la saison 2018-2019.